# Clary Morales
Clary, Charlotte Morales, nacida Asplund (Kristinehamn, 31 de mayo de 1876-16 de junio de 1959) fue una cantante sueca (soprano). Se casó en 1902 con el pianista y compositor Olallo Morales y fue la madre de Christer Morales y Mona Morales-Schildt.
Clary Morales estudió canto con Carolina Östberg y Gillis Bratt en Estocolmo, y Julius Hey en Berlín. Participó en los conciertos de la sinfónica en Estocolmo, Gotemburgo y Lausana, y también estuvo en Copenhague, Berlín, Ginebra y Londres.
Clary Morales fue profesora en el conservatorio de Estocolmo entre el año 1925 y 1934. Ella fue uno de los iniciadoras de la sångpedagogförbundet sueca en 1933 y su presidente, 1933-1937. Entre sus alumnos estaban, entre otros, Marianne Mörner y Kerstin Lindberg-Torlind.
Hugo Alfvén escribe acerca de ella en sus memorias: "He quedado encantado por su sensualmente suave, cálido y confortable voz y su inusual alma musical".
Clary Morales fue elegida el 29 de octubre de 1919 como miembro 558 de la Real Academia de la música.